# Distrikt Acolla
Der Distrikt Acolla liegt in der Provinz Jauja in der Region Junín im zentralen Westen Perus. Der Distrikt wurde am 26. Oktober 1886 gegründet. Er hat eine Fläche von 120 km². Beim Zensus 2017 lebten 6485 Einwohner im Distrikt. Im Jahr 1993 betrug die Einwohnerzahl 10.149, im Jahr 2007 8402. Verwaltungssitz ist die 3467 m hoch gelegene Kleinstadt Acolla mit 3528 Einwohnern (Stand 2017). Acolla liegt 7 km nordöstlich der Provinzhauptstadt Jauja.

## Geografische Lage
Der Distrikt Acolla befindet sich im Andenhochland zentral in der Provinz Jauja. Die Längsausdehnung in NNW-SSO-Richtung beträgt knapp 24 km, die maximale Breite liegt bei 10 km. Im Südosten reicht der Distrikt bis an die Stadtgrenze von Jauja.
Der Distrikt Acolla grenzt im Südwesten an die Distrikte Marco und Tunanmarca, im Nordwesten an den Distrikt Pomacancha, im Norden an den Distrikt Huaricolca, im Nordosten an die Distrikte Ricrán und Yauli, im Osten an den Distrikt Paca, im Südosten an die Distrikte Pancán und Jauja sowie im Süden an den Distrikt Yauyos.

## Ortschaften
Im Distrikt gibt es neben dem Hauptort folgende größere Ortschaften:
- El Tingo (246 Einwohner)
- Pachascucho (512 Einwohner)
- Sacas (356 Einwohner)
- Tambo Paccha (208 Einwohner)
- Union Paccha (247 Einwohner)
- Yanamarca (666 Einwohner)